# THalcyonDataSet
THalcyonDataSet é um componente proprietário para Delphi que permite acessar arquivos DBF com indices NTX. Uma ferramenta que trabalha com a classe TDataSet permitindo total integração com os componentes nativos do Delphi. Desenvolvido pela empresa Griffin Solutions é uma forma de integração Delphi X Clipper com os nossos velhos e conhecidos DBF com índices NTX do Clipper.
A implementação dele na aplicação se da de forma simples como com qualquer componente de acesso a dados das classes TDataSet, porém em sua versão atual ele ainda contém problemas, corrompendo as vezes o índice NTX quando utilizado simultaneamente com uma aplicação Clipper nativa. Porém, quando 2 aplicações escritas em Delphi acessam o mesmo arquivo esse problema não aparece.
Este componente esta disponível para versões do Delphi 4, 5, 6, 7, 2005, 2006, 2009, 2010.